# Notonykia nesisi
Notonykia nesisi Bolstad, 2007 è una specie di calamaro appartenente alla famiglia Onychoteuthidae, descritta per la prima volta da Bolstad nel 2007.

## Descrizione
Notonykia nesisi si distingue dalla specie affine Notonykia africanae principalmente per la morfologia dei tentacoli. I tentacoli hanno una lunghezza compresa tra il 65% e il 115% della lunghezza del mantello e presentano da 6 a 18 uncini. Sebbene siano stati osservati solo esemplari immaturi, si stima che possano raggiungere una lunghezza del mantello di almeno 100 mm.

## Distribuzione e habitat
Questa specie è stata identificata nelle acque meridionali della Nuova Zelanda, a sud della Convergenza Subtropicale.

## Tassonomia
Il genere Notonykia comprende due specie: Notonykia africanae e Notonykia nesisi. Queste specie sono caratterizzate da un numero intermedio di pieghe occipitali, un numero ridotto di uncini sulle clave tentacolari e un numero elevato di ventose (30-40) sulla porzione distale delle stesse.

## Conservazione
Secondo la Lista Rossa dell'IUCN, Notonykia nesisi è classificato come «Dati insufficienti» (Data Deficient, DD), indicando che le informazioni disponibili sono inadeguate per una valutazione diretta del rischio di estinzione.